# Moedercel
Een moedercel is een cel die dochtercellen kan vormen door celdeling. 
Bij prokaryoten zoals bacteriën kunnen de cellen zich delen door knopvorming of door door binaire deling. Er ontstaat bij deling van de moedercel aan beide uiteinden een dochtercel met hun lichaamsas in dezelfde richting als die van de moedercel.
Bij eukaryoten zoals planten en dieren bestaan er twee soorten celdelingen: mitose, waarbij de dochtercellen hetzelfde aantal chromosomen hebben als de moedercel, en meiose, waarbij de haploïde dochtercellen de helft van het aantal chromosomen hebben van de diploïde moedercel.